# Kelisia yarkonensis
Kelisia yarkonensis är en insektsart som beskrevs av Rauno E. Linnavuori 1962.
Kelisia yarkonensis ingår i släktet Kelisia och familjen sporrstritar. Inga underarter finns listade i Catalogue of Life.